# Sterling Dow
Sterling Dow (Portland, 19 de noviembre de 1903-Cambridge, 9 de enero de 1995) fue un arqueólogo clásico, epigrafista y profesor de arqueología estadounidense en la Universidad de Harvard.

## Biografía
Después de graduarse en la Phillips Exeter Academy, se matriculó en 1921 en la Universidad de Harvard y se obtuvo allí en 1925 con una licenciatura en filosofía. Como ganador de la Beca Fiske, pasó el año académico 1925-1926 estudiando historia antigua en el Trinity College de la Universidad de Cambridge. Al regresar a Harvard en 1926, se graduó con una maestría en 1928 y un doctorado en la historia en 1936. Su supervisor doctoral fue el historiador antiguo canadiense William Scott Ferguson (1875-1954). Se casó con Elizabeth Sanderson Flagg en 1931. Sterling y Elizabeth pasaron los años de 1931 a 1936 en Atenas, Grecia, y a menudo trabajaron juntos haciendo impresiones en papel de inscripciones en piedra desenterradas en la antigua Ágora de Atenas mediante excavaciones patrocinadas por la Escuela Estadounidense de Estudios Clásicos.

A principios de la década de 1930, perfeccionó un sistema para hacer impresiones en papel de inscripciones griegas antiguas. El método permitió a los eruditos leer las inscripciones de forma más completa y clara de lo que antes era posible. Al mismo tiempo, descubrió un kleroterion, un dispositivo mecánico que los atenienses habían utilizado para asignar cargos por elección aleatoria en lugar de mediante elección.

Recibió una beca Guggenheim para el año académico 1934-1935 y varios premios de Harvard lo apoyaron en Atenas. Se benefició de trabajar con el epigrafista Johannes Kirchner (1859-1940). Durante su carrera, recibió dos becas Guggenheim más (en 1959 y 1966).
Los colegas de Dow en Atenas incluyeron a Bert Hodge Hill, Homer Thompson, William Bell Dinsmoor, Virginia Grace y Lucy Shoe. En Harvard, fue instructor de 1936 a 1941, profesor asociado de 1941 a 1948, profesor de Historia y Griego de 1946 a 1948, y profesor de Arqueología John E. Hudson de 1949 a 1970, cuando se jubiló como profesor emérito. Durante la Segunda Guerra Mundial, se le concedió una licencia académica y se desempeñó como miembro de la Oficina de Servicios Estratégicos en Washington D. C. y en Egipto. Durante el año académico 1966-1967 estuvo de año sabático en Atenas como profesor anual en la Escuela Americana de Estudios Clásicos. 
De 1970 a 1977 fue profesor de civilización e historia griega en el Boston College. Durante el año académico 1977-1978 fue profesor de clásicos en Vassar College.

Como erudito, era conocido principalmente por sus contribuciones a la epigrafía y la historia griega, pero su alcance fue notable. Escribió cinco libros y más de 150 artículos y reseñas. Muchos de sus estudios iluminaron las instituciones políticas y sociales de Atenas y los hombres que participaron en ellas, pero también escribió artículos importantes sobre el entorno histórico de los poemas homéricos, sobre los calendarios religiosos y sobre la escritura y la alfabetización tempranas. Obtuvo reconocimiento internacional por su deducción, con base histórica, de que las famosas tablillas Lineal B del segundo milenio a.C. estaban inscritas con una forma temprana del griego, una deducción confirmada cuando las tablillas fueron finalmente descifradas en 1953.

Recibió tres títulos honoríficos. Fue uno de los fundadores de la revista Archaeology y del Centro de Investigación Americano en Egipto. De 1946 a 1948 fue presidente del Instituto Arqueológico de América. En 1984, Duke University Press publicó un festschrift en honor a su 80 cumpleaños. El Centro de Estudios Epigráficos y Paleográficos de la Universidad Estatal de Ohio administra la beca Sterling y Elizabeth Dow en epigrafía e historia griegas.
Su esposa falleció en 1990 y él en 1995. Hubo un servicio conmemorativo para el en la Iglesia Memorial de Harvard el 8 de abril de 1995.